# Trần Trung Khương
Trần Trung Khương là một sĩ quan cấp cao trong Quân đội nhân dân Việt Nam, hàm Trung tướng, từng giữ chức Chính ủy Trường Đại học Chính trị (2008–2015).

## Thân thế và sự nghiệp
Trước đó, ông từng là Cục trưởng Cục Chính trị Quân khu Thủ đô
Năm 2007, bổ nhiệm giữ chức Phó Chính ủy Quân khu Thủ đô.
Năm 2008, được bổ nhiệm giữ chức Chính ủy Trường Đại học Chính trị.
Năm 2015, ông nghỉ hưu.
Thiếu tướng (2007), Trung tướng (2011)